# Гусли (Ленинградская область)
Гусли — деревня в Осьминском сельском поселении Лужского района Ленинградской области.

## История
Деревня Гуски упоминается на карте Санкт-Петербургской губернии 1792 года А. М. Вильбрехта.
Как деревня Гусли она обозначена на карте Санкт-Петербургской губернии Ф. Ф. Шуберта 1834 года.

ГУСЛИ — деревня принадлежит её величеству, число жителей по ревизии: 25 м. п., 16 ж. п. (1838 год)

Как деревня Гусла она отмечена на карте профессора С. С. Куторги 1852 года.

ГУСЛИ — деревня Гдовского её величества имения, по просёлочной дороге, число дворов — 7, число душ — 28 м. п. (1856 год)

ГУСЛИ — деревня удельная при реке Сабе, число дворов — 10, число жителей: 62 м. п., 84 ж. п. (1862 год)

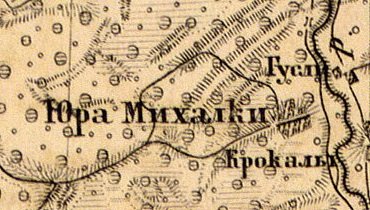
Деревня Гусли на карте 1863 года

В XIX — начале XX века деревня административно относилась к Осьминской волости 2-го земского участка 1-го стана Гдовского уезда Санкт-Петербургской губернии.
По данным «Памятной книжки Санкт-Петербургской губернии» за 1905 год деревня Гусли образовывала Гуслейское сельское общество.
С 1917 по 1919 год деревня Гусли входила в состав Осьминской волости Гдовского уезда.
С 1920 года, в составе Переволокского сельсовета Осьминской волости Кингисеппского уезда.
С 1923 года, в составе Николаевского сельсовета.
С 1927 года, в составе Осьминского района.
В 1928 году население деревни Гусли составляло 115 человек.
По данным 1933 года деревня Гусли входила в состав Николаевского сельсовета Осьминского района.
С 1961 года, в составе Сланцевского района.
С 1963 года, в составе Лужского района.
В 1965 году население деревни Гусли составляло 51 человек.
По данным 1966 года деревня Гусли также входила в состав Николаевского сельсовета Лужского района.
По данным 1973 и 1990 годов деревня Гусли входила в состав Рельского сельсовета.
В 1997 году в деревне Гусли Рельской волости проживали 23 человека, в 2002 году — 13 человек (все русские).
В 2007 году в деревне Гусли Осьминского СП проживали 9 человек.

## География
Деревня расположена в северо-западной части района на автодороге 41К-673 (Рель — Николаевское).
Расстояние до административного центра поселения — 20 км.
Расстояние до ближайшей железнодорожной станции Молосковицы — 85 км.
Деревня находится на правом берегу реки Саба.

## Демография
| 1838 | 1862 | 1928 | 1965 | 1997 | 2007 | 2010 |
| ---- | ---- | ---- | ---- | ---- | ---- | ---- |
| 41   | ↗146 | ↘115 | ↘51  | ↘23  | ↘9   | ↗12  |
| 2017 |      |      |      |      |      |      |
| ↘3   |      |      |      |      |      |      |

## Улицы
Заречная.